# 桑蒂瓦涅斯德瓦尔科尔瓦
桑蒂瓦涅斯-德瓦尔科尔瓦，是西班牙卡斯蒂利亚-莱昂巴利亚多利德省的一个市镇。总面积24平方公里，2001年普查人口總數為197人，人口密度為每平方公里8人。